# Yurgovuchia
Yurgovuchia ("podobný kojotu") je rod dávno vyhynulého dromeosauridního dinosaura, který žil v období rané křídy (asi před 130 až 125 miliony let) na území dnešního Utahu v USA.

## Popis
Menší dravý dinosaurus (délka asi 1,5 metru) byl vzdáleně příbuzný známějším dromeosauridům rodu Velociraptor, Utahraptor nebo Dromaeosaurus. Jeho zkameněliny byly objeveny roku 2005 v sedimentech geologického souvrství Cedar Mountain a formálně popsány na jaře roku 2012. Nález představuje velmi nekompletní kostru tvořenou několika obratli a částí pánevní kosti.